# 加賀弁
加賀弁（かがべん）あるいは加賀方言（かがほうげん）は、石川県の加賀地方（かほく市以南）で話される日本語の方言である。金沢市を中心とする北加賀方言（金沢弁）、小松市を中心とする中加賀方言（小松弁）、加賀市の南加賀方言（大聖寺弁）に大きく分けられる。中加賀方言のうち、白山市白峰の方言（白峰弁、ジゲ弁）は他の加賀弁と大きく異なる言語の島である。

## 音声
- 北陸方言の特徴である「ゆすりイントネーション（間投イントネーション）」が聞かれる。
- 1拍名詞は「目→めー」「手→てー」のように長音化する。また小松市などでは「橋→はーし」「足→あーし」のように2拍名詞の第1音節目が長音化する。

### アクセント
|            | 語例   | 白 峰 | 大聖寺 | 金沢(古) | 金沢(新) |
| ---------- | ------ | ----- | ------ | -------- | -------- |
| 第一類     | 水     | ○     | ○      | ○        | ○        |
| 第一類     | 滝     | ○     | ○      | ○        | ○        |
| 第一類     | 風     | ○     | ○      | ○        | ○        |
| 第二・三類 | 紙・犬 | ○     | ○      | ○        | ○        |
| 第二・三類 | 雪・石 | ○     | ○      | ○        | ○        |
| 第二・三類 | 歌・山 | ○     | ○      | ○        | ○        |
| 第四・五類 | 笠・雨 | ○○    | ○○     | ○○       | ○○       |

加賀方言のアクセントは、金田一春彦により京阪式と東京式の中間のアクセントであるとされた。東京式と同じように、音の下がり目を弁別する体系であり、以下では下がり目を○で表す。
「風」などの二拍名詞一類は東京式でも京阪式でも平板に発音されるが、白峰では下降式と呼ばれる独特の音調で発音される。助詞の付かない単独の形では○○のように一拍目がやや高く二拍目には小さな拍内下降が聞かれ、助詞付きでは○○▷のように二拍目が最も高く三拍目以降は緩やかに下降していく。「山」などの二拍名詞二・三類は○○型（頭高型）、「笠」などの四・五類は下がり目なしの平板型である。一方平野部では、母音などの種類によってアクセントが変わってくる。
例えば加賀市大聖寺では、二拍名詞の一・二・三類のうち、二拍目が狭母音（i、u）を持つものは○○型で、二拍目が広母音（a、e、o）を持つものは○○型である。一方で金沢市（昭和生まれ）では、一・二・三類のうち、二拍目が有声子音かつ狭母音のもの（犬など）が○○型で、二拍目が無声子音または有声子音・広母音のもの（池・山など）は○○型である。ただし、明治生まれを中心に大正中ごろまでに生まれた世代では、一類はすべて○○型で、二・三類とは区別される。また金沢市でも四・五類は平板型である。
また同じ体系のアクセントが福井県の旧今庄町にも分布する。こちらは母音の広狭の制限を受けないアクセントとなっている。（福井弁#アクセントを参照。）

## 表現
- 金沢市を中心に、柔らかな命令表現「まっし」が用いられる。加賀市では本来用いないが、金沢弁の影響で使用が広まりつつある。
- 共通語の「のだ」に相当する表現として、「がや」を多用する。加賀弁の代表的な表現として知られ、「能登べっちゃに加賀がやがや」という諺がある。
- 富山でもそうだが、子どもの小さくて丸っこいのを「うまそうな」と表現する。「美し国」という時の「美し」から来ている。芥川龍之介はこの金沢の言葉を紹介して『食物として』[6]を書いている。